# Aeshna septentrionalis
Aeshna septentrionalis är en trollsländeart som beskrevs av Hermann Burmeister 1839. Aeshna septentrionalis ingår i släktet mosaiktrollsländor, och familjen mosaiktrollsländor. Inga underarter finns listade i Catalogue of Life.